# Marshall Royal
Marshall Royal (gelegentlich auch Marshal Royal) (* 12. Mai 1912 in Sapulpa (Oklahoma); † 9. Mai 1995 in Los Angeles (Kalifornien)) war ein US-amerikanischer Jazz-Altsaxophonist, Klarinettist des Swing.

## Leben und Wirken
Royal ist der ältere Bruder des Trompeters Ernie Royal und lernte zunächst Violine und Gitarre, dann Klarinette und Saxophon. Im Alter von dreizehn Jahren hatte er seinen ersten professionellen Auftritt, mit 18 Jahren wurde er Mitglied der Les Hite Band, der er von 1931 bis 1939 angehörte, außerdem tourte er in dieser Zeit mit Art Tatum. Von 1940 bis 1942 arbeitet er in der Band von Lionel Hampton, bis der Zweite Weltkrieg seine Karriere unterbrach. Nach dem Militärdienstzeit, in der er in der Navy Band spielte, arbeitete Royal mit Eddie Heywood, dann zog er nach Los Angeles und war dort als Studiomusiker beschäftigt. Daneben spielte er u. a. mit dem jungen Charles Mingus (Baron Mingus and his Octet – The Young Rebel, 1946). Im Jahr 1950 begleitete er mit eigener Formation die Sängerin Helen Humes.
Royal wurde bekannt durch seine Mitgliedschaft im Count Basie Orchestra, dem er fast 20 Jahre angehörte. Im Jahr 1951 ersetzte Royal Buddy DeFranco als Klarinettist in dem Septett, das Count Basie bei Auflösung seiner Big Band gebildet hatte. Als die große Basie-Band wieder entstanden war, wurde Royal Lead-Altsaxophonist und fungierte als musikalischer Direktor bis 1970. Er trat gelegentlich als Solist in Erscheinung wie in The Midnite Sun Never Sets von 1959, war aber in erster Linie als Leiter der „reeds section“ für den swingenden Charakter der Band zuständig. Als er Basie 1970 verließ, blieb Royal dauerhaft in Los Angeles, spielte u. a. mit den Concord All-Stars, Bill Berrys Big Band, Frank Capp, Paul Quinichette, Nat Pierce, Earl Hines, Ernie Wilkins, Zoot Sims und Duke Ellington.
Royal wirkte 1977 als Solist bei Dave Frishbergs Album Getting Some Fun Out of Life mit; 1978 entstand ein weiteres Album mit Warren Vaché. In den 1970/80er Jahren leitete er mit Snooky Young eine Band und begleitete Ella Fitzgerald und Gene Harris. 1989 spielte er in der Bigband von Frank Wess.

## Diskographische Hinweise
- 1950: Helen Humes with Marshall Royal and his Orchestra (Savoy Records)
- 1960: Gordon Jenkins Presents (Everest)
- 1978: First Chair (Concord Jazz)
- 1980: Royal Blue (Concord Jazz)